# Lotty Ipinza
Lotty Ipinza Rincón (Valencia, 9 de abril de 1953- ibíd, 16 de enero de 2021) fue una poetisa y cantante lírica venezolana.
Estudió música en la Escuela de Música Juan José Landaeta (en Caracas), en el Conservatorio Nacional de la Universidad Nacional (en Bogotá), en el Conservatorio Chaikovski (en Moscú) y en el Conservatorio Santa Cecilia (en Roma). En París frecuentó el IRCAM. Estudió de manera autodidacta Filosofía y Literatura.
Inauguró el Teatro Teresa Carreño de Caracas con la ópera Aída, de Verdi. Ha realizado conciertos y recitales en Europa y América. Ha cantado ópera, oratorios, lieder, canciones latinoamericanas y música contemporánea, en especial de Kurt Weill. Dirige su escuela de canto con conceptos multidisciplinarios y de vanguardia.
Posee una voz de soprano dramática-spinto de color oscuro, denso y brillante, de squillo generoso. Su interpretación es cautivadora, desafiante, generosa y desbordante.
En 1990 fundó junto a la soprano venezolana Fedora Alemán en Caracas el Taller de Técnica Vocal Fedora Alemán, inicialmente dirigido a aspirantes a cantantes líricos, de escasos recursos económicos y actualmente para estimular la participación de aquellos jóvenes atraídos por el canto de la que es actualmente gerente.
Ha publicado aforismos en la revista Imagen, poesía en el Papel Literario del periódico El Nacional y participó en el Primer Festival Mundial de la Poesía 2004 y en el VIII Festival Mundial de Poesía 2011 en Caracas. También ha participado en recitales poéticos.
Falleció el 16 de enero de 2021, a los 67 años de edad.

## Discografía
- 1993: El tambor de Damasco (ópera) de Juan Carlos Núñez
- 2001: Canciones de cabaret, de Kurt Weill (pianista: Carlos Duarte).
- Arias de ópera y oratorios (en elaboración).
- Música contemporánea (en elaboración).

## Obras poéticas
- Alteraciones (aforismos). Caracas: Paracelso, 1992, 111 págs.
- Vastas sombras/Diálogo nocturno (poesía). Caracas: Monte Ávila Editores Latinoamericana, 2004. 92 págs.[6]
- Doble tuerca (poesía), inédita.